# Rhytidoponera tasmaniensis
Rhytidoponera tasmaniensis är en myrart som beskrevs av Carlo Emery 1898. Rhytidoponera tasmaniensis ingår i släktet Rhytidoponera och familjen myror. Inga underarter finns listade i Catalogue of Life.